# Maurice Fenaille
Maurice Fenaille, né le 12 juin 1855 à Paris et mort le 8 décembre 1937 dans la même ville, est un industriel, collectionneur et historien d'art, ainsi qu'un mécène français.
Il a été membre de l'Académie des beaux-arts.

## Biographie

### Héritier et industriel avisé
Son père, qui s'était associé en 1853 avec un négociant en graisses, s'associe en 1855 avec deux autres personnes et introduit dans le commerce la Saxoléine, huile de pétrole destinée à l'éclairage. C'est le début de l'ère pétrolière.
En 1881, Maurice Fenaille, entré dans l'entreprise quelques années plus tôt, part travailler aux États-Unis dans la filiale de Fenaille et Despeaux installée à New York.
Lorsque son père meurt en 1883, il revient en France et il lui succède à la tête de l'entreprise ; il ajoute à la Saxoléine, l'Oléonaphtine et le Saxol, deux lubrifiants, ainsi que le Benzo-moteur, une essence pour automobiles et avions.
L'entreprise continue à se développer en même temps que l'utilisation du pétrole dans la vie courante ; elle est renommée La Pétroléenne, avant de prendre en 1936 le nom de Standard française des pétroles, puis, en 1952, de Esso Standard.
Il épouse en novembre 1887 Marie Colrat de Montrozier, avec qui il a trois enfants :
- Pierre (1888-1937), industriel dans l'automobile, inventeur en décembre 1926 avec son associé Jean-Albert Grégoire, du Joint Tracta
- Yvonne (1890-1985), épouse de Claude Cochin (1883-1918) puis de Robert de Billy (1894-1991)
- Antoinette (1905-2010), épouse du diplomate François de Panafieu (1903-1995)

Parallèlement, Fenaille voyage en Angleterre, en Espagne, en Palestine, en Italie, en Allemagne, en Égypte, où il assiste à l'ouverture du tombeau de Toutânkhamon.
Il ramène de ses voyages les dernières nouveautés : des piscines, l'électricité domestique, des automobiles et des avions.
En 1895, il acquiert l'hôtel particulier dit de Le Coat de Kervéguen, situé à Paris, 14, rue de l'Élysée, pour la somme de 1 100 000 francs.

### Collectionneur d'art, mécène et philanthrope

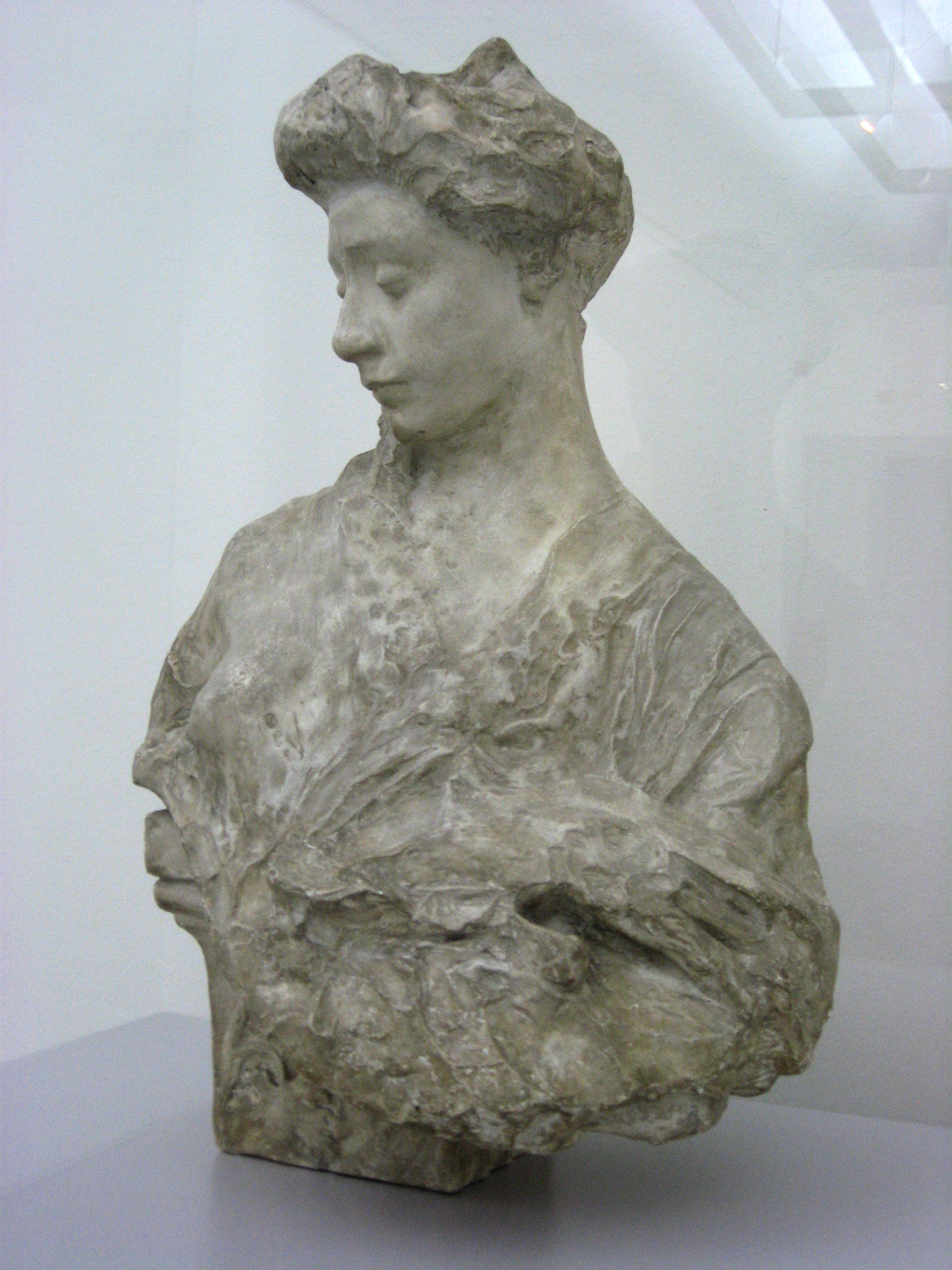
Auguste Rodin, Madame Fenaille (1898), plâtre, Stedelijk Museum Amsterdam.

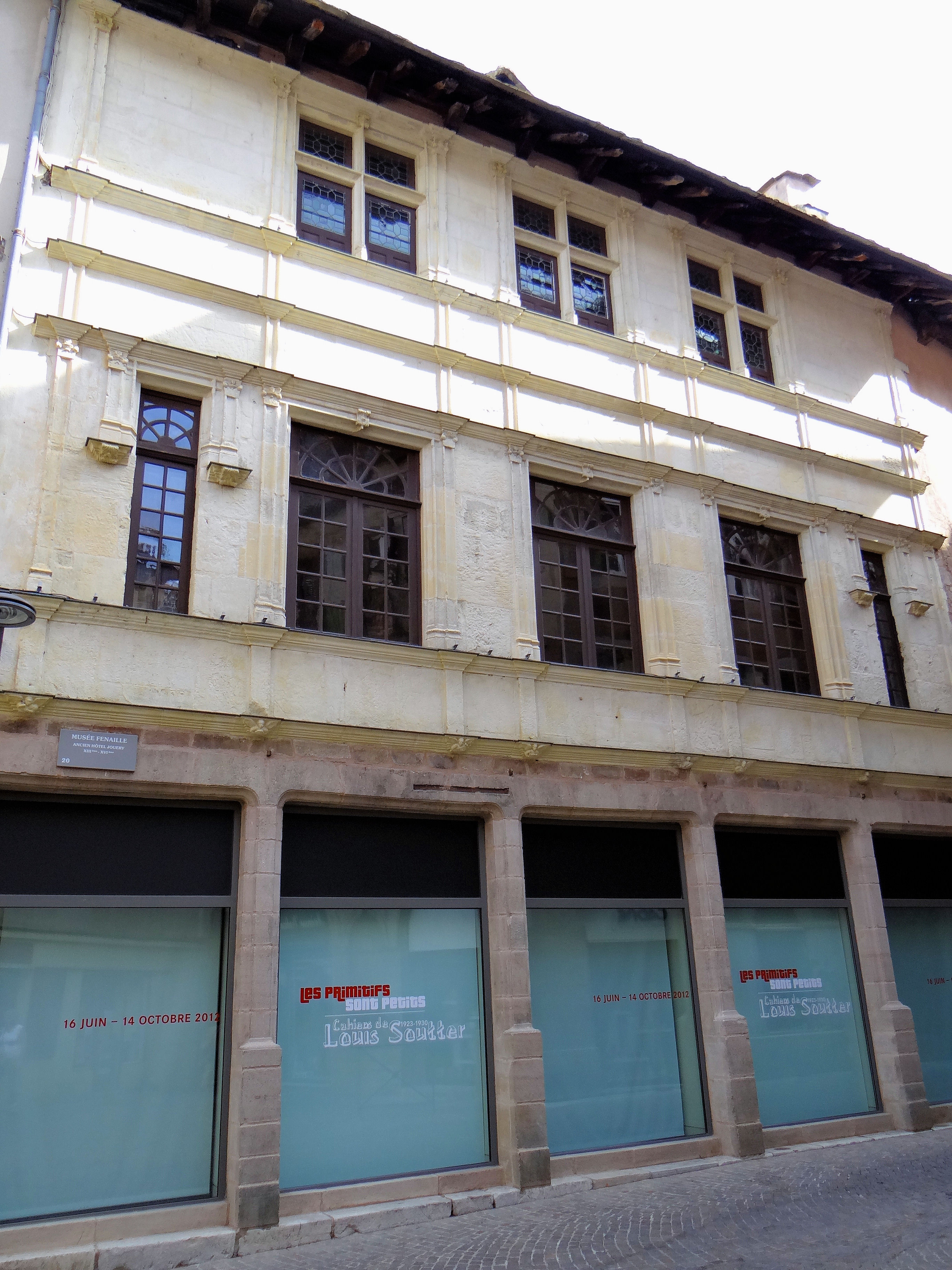
Musée Fenaille, Rodez.

Amateur d'art, il consacre une grande partie de son temps et de son argent à aider les musées français, mais aussi au profit de nombreux artistes contemporains, auxquels il commande des œuvres (Auguste Rodin, Antoine Bourdelle, Eugène Viala, Jules Chéret…).
En 1885, il rencontre Rodin et devient son mécène. En 1895, il lui commanda une série de Baigneuses pour orner la piscine intérieure de sa résidence de Neuilly.
Entre février et septembre 1897, il correspond avec lui au sujet de la suite de ses dessins appelée Album Goupil.
En 1898 il commande au sculpteur un buste de son épouse, Marie Colrat de Montrozier (Madame Fenaille), et un second à Camille Claudel, qui lui écrivit à ce sujet une lettre alors que le buste était exposé à la galerie Bing à Paris,.
Fenaille commanda également plusieurs œuvres au peintre Henri Martin, dont deux grandes fresques, Les Vendanges et Les Foins, pour décorer son hôtel particulier parisien de la rue de l'Élysée.
Mme Fenaille étant née et ayant été élevée au château familial de Montrozier, près de Rodez, son mari acquit ce vieux manoir, cité dans le plus ancien acte notarié du Rouergue connu (1208), pour lui offrir en cadeau de mariage.
Vers 1900, deux pièces de la villa Les Lierres à Pornic, édifiée pour son époux puis agrandie, fut décorée par des peintures murales de Raoul du Gardier, qui en 1923 sera peintre de la Marine ; le Voyage de La Coquille (trois-mâts lancé en janvier 1812), île Oualan, archipel des Carolines orna l'alcôve de la chambre à coucher et un autre paysage orna la mezzanine.
Le château de Montal, meublé avec raffinement, fut ensuite habitée par leur fille, Mme Claude Cochin, devenue comtesse de Billy.
En 1903, Fenaille devient membre de la Société des lettres, sciences et arts de l'Aveyron, mais il va également étendre son activité à des domaines très variés : il crée une école d'agriculture, un centre de rééducation agricole pour les mutilés de guerre, un sanatorium, un atelier de fabrication de tapis.
Il achète et aménage également l'hôtel de Jouéry à Rodez, dont il fait don à la Société des lettres, sciences et arts de l'Aveyron en 1929, qui est devenu à sa mort le musée Fenaille.

### Maître d'œuvre de la restauration du château de Montal

#### La ruine du château

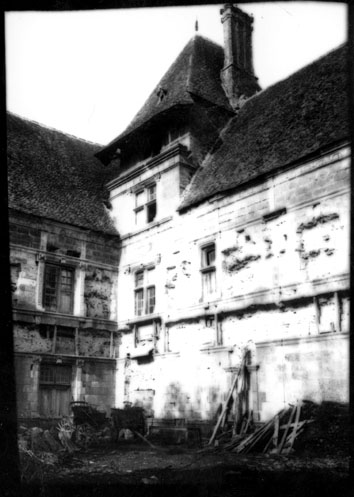
La cour du château de Montal en 1898, photographie d'Eugène Trutat.

Entre 1908 et 1913, Maurice Fenaille parvint à sauver de la ruine le château de Montal près de Saint-Céré. Ce monument, reconstruit par Jeanne de Balsac entre 1523 et 1534, est le plus bel exemple de style Renaissance dans le Lot.
Resté inachevé à la mort de Jeanne de Balsac, il devint par la suite la propriété des Plas de Tanes. Veuf au moment de la Révolution, ce député de la noblesse aux États Généraux abandonna son domaine qui fut nationalisé comme bien d'émigré ; des aubergistes y installèrent leur affaire.
Quelques pierres avaient bien été emportées, mais la ruine ne s'abattit véritablement qu'après 1879 lorsque le château fut acheté par un marchand de biens. 120 000 kg de pierres furent descellées, transportées sur des charrettes à bœufs jusqu'à la gare de Saint-Denis-lès-Martel et proposées à la vente lors de deux ventes aux enchères à Paris ; c'est à ce moment-là qu'intervint Fenaille, ému par le triste sort de Montal. Il tenta d'arrêter la seconde vente de 1903 et acheta finalement plusieurs pièces.

#### L'action de Maurice Fenaille

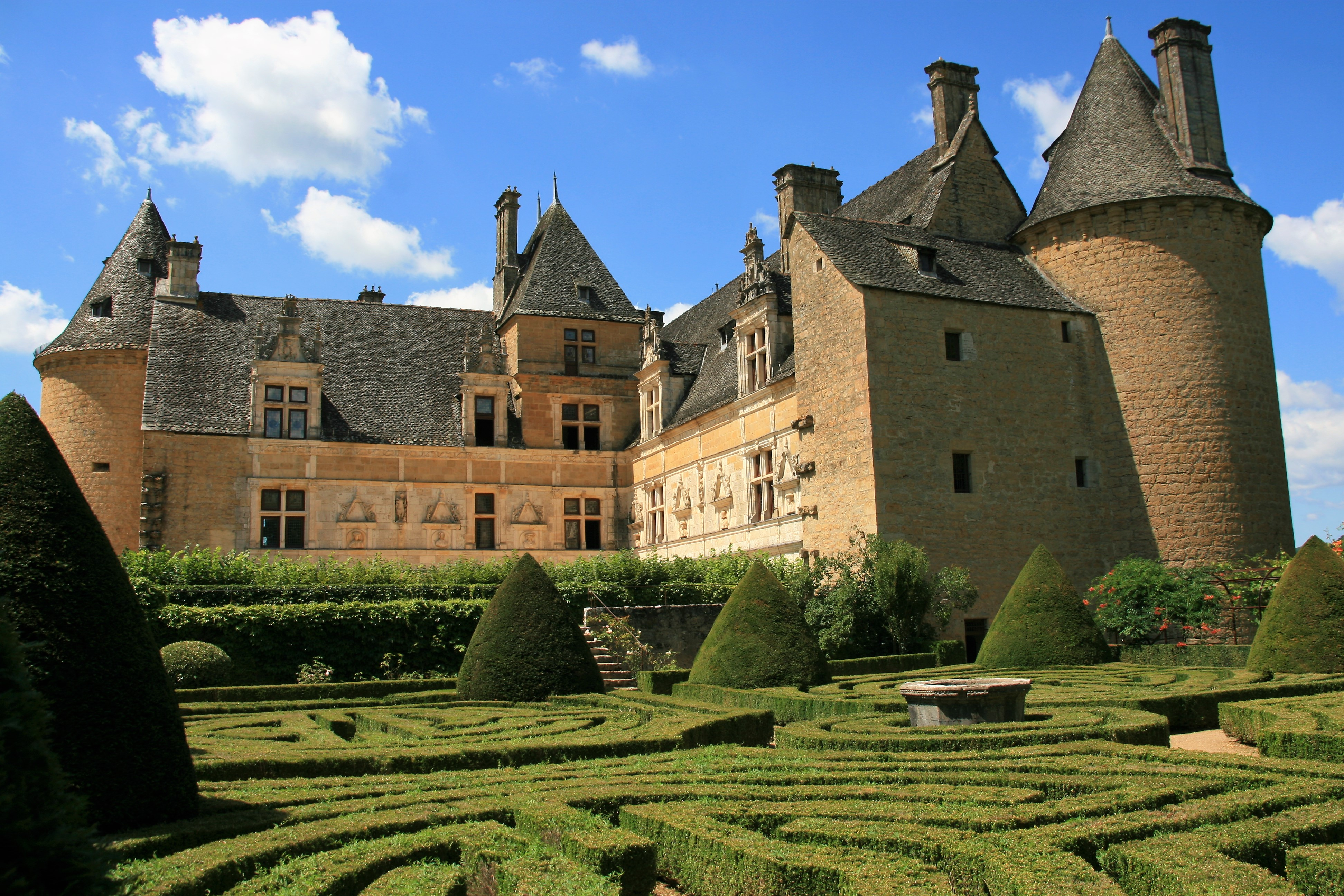
Le château de Montal en 2017.

Par des achats auprès des collectionneurs du monde entier qui avaient acquis des morceaux du château, par des échanges avec des œuvres d'art de ses collections personnelles, Fenaille releva le château qu'il réussit à acheter en 1908.
Fait exceptionnel : des musées nationaux restituèrent les collections issues de Montal, dont la frise sculptée de 32 mètres de long par le Musée des arts décoratifs, en échange de la cession de la demeure à l'État. D'autres pièces maîtresses demeurées dans des musées étrangers (notamment aux États-Unis), furent remplacées par des copies. À l'aide de moulages, Fenaille commanda ces fac-similés à son ami Auguste Rodin, qui lui envoya son praticien Émile Matruchot. La carrière de Carennac fut spécialement rouverte, et le praticien put exécuter à l'identique la porte du logis et une lucarne.
Fenaille prit également soin de meubler le château avec ses collections de tapisseries, de meubles des XVIe et XVIIe siècles, de vitraux allemands de la même époque.
Le 13 septembre 1913, en présence de Raymond Poincaré, président de la République, et d'Anatole de Monzie, secrétaire d'État aux Beaux-Arts, il en fit don à l'État français avec réserve d'usufruit pour lui et ses trois filles. La dernière bénéficiaire abandonna dernièrement son droit, et Montal est aujourd'hui une pièce d'exception parmi les châteaux du Centre des monuments nationaux.

### Grand donateur d'œuvres d'art pour les musées nationaux

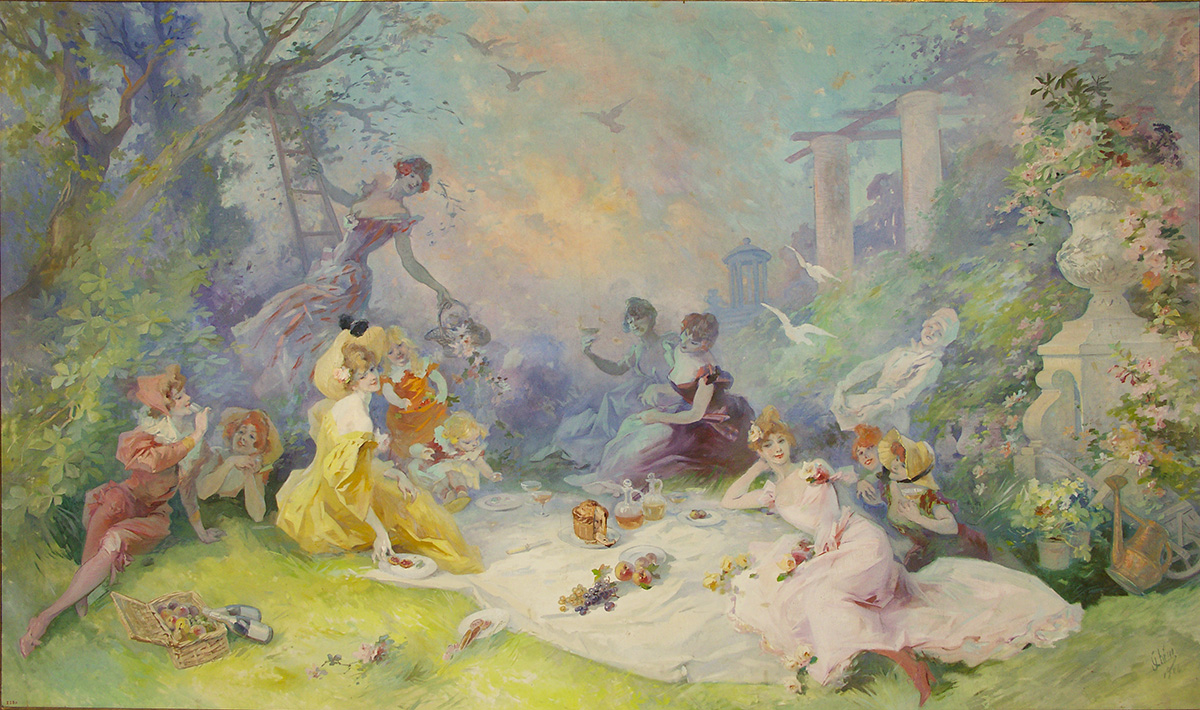
Le Déjeuner sur l'herbe de Jules Chéret, offert par Maurice Fenaille au musée des Beaux-Arts de Nice en 1927.

Maurice Fenaille prêta aussi, sans intérêts, à la Société des amis du Louvre la somme de 150 000 francs pour l'acquisition du tableau d'Ingres Le Bain turc.
Il fit aussi progresser l'étude de la tapisserie et celle de la gravure, devenant spécialiste et auteur de catalogues. Son État général des tapisseries de la manufacture des Gobelins, aussi surnommé le Fenaille, a marqué l'histoire de cette institution.
En 1883 Jules Bastien-Lepage l'a représenté assis de côté sur une chaise genre scabellon, les mains croisées, devant deux grands tableaux, dans un portrait qui a été vendu aux enchères publiques Paris le 22/11/2022 
Le Musée Rodin a acquis en 2006 un ensemble important à la vente Maurice Fenaille ; six sculptures (portraits de madame Fenaille par Rodin) sont en dépôt dans la collection permanente du musée Fenaille à Rodez.

## Publications
- L'œuvre gravé de P.-L. Debucourt (1755-1832) (préf. Maurice Vaucaire, ill. Auguste-Hilaire Léveillé), Paris, Librairie Damascène Morgand, 1899, 462 p. (lire en ligne).
- État général des tapisseries de la manufacture des Gobelins depuis son origine jusqu'à nos jours, 1600-1900, t. 1 Les ateliers parisiens au dix-septième siècle 1601-1662, Paris, Imprimerie nationale, 1923 (lire en ligne), t. 2 Période Louis XIV 1662-1699, 1903, t. 3 Période du dix-huitième siècle 1699-1736, 1904, t. 4 Période du dix-huitième siècle 1737-1793 1907, Fernand Calmettes, t. 5 Période du dix-neuvième siècle 1794-1900, 1912,, t. 6 Table, 1923
- « L'art de la tapisserie », dans Séance publique annuelle des cinq académies du samedi 25 octobre 1919 présidée par M. Léon Guignard, Paris, Firmin-Didot et Cie, 1919 (lire en ligne), p. 59-77
- « Lettre sur la visite du tombeau de Toutankhamon », Comptes rendus des séances de l'Académie des Inscriptions et Belles-Lettres, no 2,‎ 1923, p. 78-79 (lire en ligne , consulté le 30 mars 2022).
- François Boucher (préf. Gustave Geffroy), Paris, Éditions Nelsson, coll. « Maîtres anciens et modernes », 1925, 140 p. (lire en ligne).

## Expositions
- 31 mars - 3 juillet 2000 : Maurice Fenaille : les secrets d'un mécène, Musée des Beaux-Arts Denys-Puech, Rodez[10].